# Per Söderberg (politiker)
Per Göran Söderberg, född 18 oktober 1946 i Vibyggerå församling, Västernorrlands län, är en svensk politiker (centerpartist). Han var kommunstyrelseordförande i Östersunds kommun mellan 1992 och 1995. Söderberg bor i Östersund i Jämtland och har arbetat som bankkonsulent, informations-, organisations- och personalchef på en regional bank i Sveriges föreningsbankers förbund, en föregångare till dagens Swedbank, mellan åren 1969 och 1989. Söderberg var ordförande i Föreningen Sveriges Vattenkraftskommuner 1999–2008, NTF 2006–2012 Jämtlands län, kommunrevisionen i Östersunds kommun.

## Politisk bakgrund
Söderberg kom från Ångermanland till Jämtland 1966 som ombudsman för CUF. Söderberg blev invald i Östersunds kommunfullmäktige 1973 och var kommunfullmäktigeordförande 1977–1979. År 1989 blev Söderberg oppositionsråd och heltidspolitiker, han var kommunstyrelseordförande 1992–1995 och därefter oppositionsråd igen fram till 2005 då han lämnade kommunpolitiken efter Regeringen Perssons beslut om försvarsnedläggning i Östersund. Söderberg arbetade igenom förslaget som såg till att Vallsundsbron byggdes, bron som idag sammanlänkar Annersia och Frösön. Inspirerade av Frösöstenen lät Cuf Jämtland resa ett skämtsamt plakat där det stod "Per lät bygga bron, Cuf ristade dessa runor". Söderberg kom även på idén om konstverket "kören" skulle "sjunga" som finns att beskåda på torget i Östersund.

## Politiska uppdrag
- Ordförande i ÖIK 2006–2007
- Ersättare i Svenska Kommunförbundets styrelse 1999–2007
- Ordförande i Föreningen Sveriges Vattenkraftskommuner 1999–2008
- Ordförande och vice ordförande i Inlandskommunerna Ekonomisk Förening under olika perioder på 1990- och 2000-talen
- Vice ordförande i Jämtlands travsällskap 2005–2007
- Styrelseledamot i Länsförsäkringar Jämtland 1995–2012
- Ordförande i NTF Jämtlands län 2006–2012
- Ordförande i kommunrevisionen i Östersunds kommun 2007–2014